# Cratere Zeeman
Zeeman è un cratere lunare intitolato al fisico olandese Pieter Zeeman.
È situato sulla faccia nascosta della Luna, vicino al suo polo sud. Non è direttamente visibile dalla Terra. A nordovest di Zeeman si trova il cratere Numerov. A sudest del bordo si trova il cratere Ashbrook.
Il bordo esterno di Zeeman è eroso in modo piuttosto irregolare, con considerevoli variazioni in spessore dei pendii interni. Il cratere 'Zeeman Y' si trova in mezzo alla parete settentrionale, e raggiunge quasi il fondo interno relativamente piano. Sul bordo occidentale si trova un piccolo cratere che unisce un'incisione che corre fino al fondo. La superficie dell'interno è butterata da molti piccoli crateri minori. C'è un basso rialzo centrale, situato a sudest del punto medio interno.

## Crateri correlati
Alcuni crateri minori situati in prossimità di xxx sono convenzionalmente identificati, sulle mappe lunari, attraverso una lettera associata al nome.
| Zeeman | Latitudine | Longitudine | Diametro |
| ------ | ---------- | ----------- | -------- |
| E      | 74,2° S    | 123,9° W    | 29 km    |
| G      | 74,3° S    | 107,4° W    | 45 km    |
| U      | 73,8° S    | 148,2° W    | 26 km    |
| X      | 71,5° S    | 138,1° W    | 26 km    |
| Y      | 72,8° S    | 137,6° W    | 33 km    |